# Vicko Solitro
Vicko Solitro (puno ime tal. Vicenzo Domenico Tommaso, Split, 29. siječnja 1820. – Cannara, Umbrija, 1. lipnja 1878.), hrvatski povjesničar, književnik i političar.

## Životopis
Rođen u obitelji Francesca Antonia Solitra i Giulije Derocchi, djetinjstvo provodi s bratom blizancem Giuliom i osmero braće i sestara u Splitu. U Padovi stječe doktorat prava. Sredinom 19. stoljeća ulazi u politiku pridružujući se talijanskom nacionalnom periodu i obnoviteljima Republike Svetoga Marka, među kojima je bio Nikola Tommaseo. Zbog sudjelovanja u tom poduhvatu prognan je u Marseille nakon pada kratkotrajne Republike. U Italiju se vraća nedugo zatim, prvo radeći kao u Torinu, a zatim kao školski inspektor unutar novoosnovane Kraljevine Italije.

## Djela
Bavio se proučavanjem povijesti mletačke uprave u Istri i Dalmaciji. Izdao je brojne dokumente iz toga perioda nastale istraživanjem Državnog arhiva u Veneciji objavljene pod naslovom Documenti storici sull’Istria e la Dalmazia, sv. 1, 1844. Prijevod toga djela napisao je Vladimir Rismondo, a objavio Književni krug Split 1989. godine.
Uz to napisao je i nekoliko djela pedagoške prirode poput Dell'educazione: memorie e desideri, izdano 1866. u Firenci.